# Radio Tango
Radio Tango är en norsk radiostation som sänder på frekvensen 105,8 MHz i Oslo. Den startade 1988 och fokuserar på rock.